# Луиш Адриано
Луиш Адриано де Соуза да Силва (на португалски: Luiz Adriano de Souza da Silva) е бразилски футболист на Витория. Титулярната му позиция е нападател.

## Състезателна кариера

### Интернасионал
Започва да тренира футбол в Интернасионал, където си партнира в нападение с Алешандре Пато. Привлича вниманието на водещите европейски клубове след представянето си на финалите на Световното клубно първенство през 2006 г., на което отбелязва победното попадение в полуфиналния мач срещу египетския Ал Ахли. Играе и във финалната среща срещу европейският шампион Барселона, като заменя именно Пато, а отборът му триумфира с титлата от шампионата.

### Шахтьор Донецк
От руският гранд Локомотив Москва изпращат оферта на стойност 3 милиона евро. На 2 март 2007 г. Луиш Адриано преминава за същата трансферна сума в отбора на Шахтьор Донецк. На 19 март 2007 г., той прави дебюта си в украинската Висша лига срещу градския съперник Металург Донецк, на възраст от 19 години 11 месеца и 7 дни. На 21 май 2009 г. вкарва едно от попаденията във финала за Купата на УЕФА срещу Вердер Бремен и допринася за спечелването на трофея.
На 21 октомври 2014 г. в мач от груповата фаза на Шампионската лига срещу беларуския БАТЕ Борисов Луиш Адриано вкара пет гола, превръщайки се във втория футболист след Лионел Меси отбелязал пет гола в един мач от Шампионската лига. През този сезон изравнява и рекорда на Кристиано Роналдо за отбелязани 9 гола в груповата фаза на турнира.
За престоя си в Шахтьор Адриано изиграва общо 266 мача във всички турнири в които отбелязва 128 гола и става голмайстор на клуба за всички времена, 32 от които в европейските клубни турнири, също рекорд. Става шест пъти шампион, печели четири национални купи и пет суперкупи на страната.

### Милан
На 2 юли 2015 г. Луиш Адриано преминава в отбора на Милан, като подписва 5-годишен договор за трансферна сума от 8 милиона €.

## Успехи
Интернасионал
- Световно клубно първенство на ФИФА (1): 2006

 Шахтьор Донецк
- Купа на УЕФА (1): 2008–09
- Шампион на Украйна (6): 2007–08, 2009–10, 2010–11, 2011–12, 2012–13, 2013–14
- Купа на Украйна (4): 2007–08, 2010–11, 2011–12, 2012–13
- Суперкупа на Украйна (5): 2008, 2010, 2012, 2013, 2014
- Суперкупа на УЕФА
  - Финалист (1): 2009[11]